# نولان جرارد فانک
نولان جرارد فانک (انگلیسی: Nolan Gerard Funk؛ زادهٔ ۲۸ ژوئیهٔ ۱۹۸۶) بازیگر و خواننده اهل کانادا است. وی از سال ۲۰۰۱ میلادی تاکنون مشغول فعالیت بوده‌است.
از فیلم‌ها یا برنامه‌های تلویزیونی که وی در آن نقش داشته است، می‌توان به دختری چون من: داستان گوئن آرائوخو، تماشایی! ، ریدیک ،دختر مرده ، مدرک ، دره‌های عمیق، خانه‌ای در پایان جاده اشاره کرد.